# Tyler Tardi
Tyler Tardi (Richmond, 10 de agosto de 1998) es un deportista canadiense que compite en curling. Ganó una medalla de bronce en el Campeonato Mundial de Curling Masculino de 2025.

## Palmarés internacional
| Campeonato Mundial | Campeonato Mundial | Campeonato Mundial | Campeonato Mundial |
| Año                | Lugar              | Medalla            | Prueba             |
| ------------------ | ------------------ | ------------------ | ------------------ |
| 2025               | Moose Jaw (Canadá) | Medalla de bronce  | Equipo             |